# Degermoos (Hergensweiler)
Degermoos (mundartlich: Degərmos) ist ein Gemeindeteil der Gemeinde Hergensweiler im bayerisch-schwäbischen Landkreis Lindau (Bodensee).

## Geographie
Der Weiler liegt circa 3,5 Kilometer nordöstlich des Hauptorts Hergensweiler. Südlich des Orts verlaufen die Bahnstrecke Buchloe–Lindau, die Bundesstraße 12 und die Leiblach. Nordwestlich von Degermoos verläuft die Ländergrenze zu Wangen im Allgäu in Baden-Württemberg und im Norden die Gemeindegrenze zur Gemeinde Hergatz. Nördlich der Ortschaft liegt das Naturschutzgebiet Degermoos sowie das Naturschutzgebiet Rotasweiher-Degermoos und südwestlich das Naturschutzgebiet Stockenweilerweiher.

## Ortsname
Der Ortsname setzt sich aus dem althochdeutschen Wort tëgar für groß und dem mittelhochdeutschen Grundwort mos für Moos; Sumpf, Moor zusammen und bedeutet (Siedlung am) großen Moor.

## Geschichte
Degermoos wurde erstmals urkundlich im Jahr 1359 als Tegermoß bzw. Tegermos erwähnt. Der Ort gehörte einst zum äußeren Gericht der Reichsstadt Lindau. Erstmals wurde Degersmoos im Jahr 1950 mit drei Wohngebäuden im Ortsverzeichnis aufgeführt.